# Morti il 7 gennaio
| Questa pagina contiene informazioni ricavate automaticamente dalle voci biografiche con l'ausilio del template Bio e di un bot. L'aggiornamento è periodico e automatico e ricostruisce completamente la pagina. Se manca una persona in questa lista, sei pregato di non aggiungerla, ma accertati piuttosto che la sua voce biografica contenga il template Bio e che i dati anagrafici siano correttamente compilati. Se il template Bio manca, inseriscilo tu stesso o, in alternativa, metti l'avviso {{tmp\|Bio}} che ne segnala la mancanza. Se i dati riportati sono sbagliati, correggi direttamente la voce biografica; le modifiche saranno visibili in questa lista entro pochi giorni. Per chiarimenti vedi il progetto biografie. La lista contiene solo le 567 persone che sono citate nell'enciclopedia e per le quali è stato implementato correttamente il template Bio. Pagina aggiornata al 17 ago 2025. |

## IV secolo(1)
- 312 - Luciano di Antiochia, teologo romano

## V secolo(1)
- 431 - San Zaia, santo siriaco (n. 309)

## VI secolo(2)
- 507 - Buretsu, imperatore giapponese (n. 489)
- 548 - Valentiniano di Coira, vescovo e santo

## VII secolo(1)
- 672 - Tenji, imperatore giapponese (n. 626)

## IX secolo(2)
- 810 - Vitichindo, condottiero sassone
- 881 - Seiwa, imperatore giapponese (n. 850)

## X secolo(1)
- 999 - Fujiwara no Sanekata, poeta giapponese

## XI secolo(1)
- 1079 - Oddone I di Penthièvre, nobile (n. 999)

## XII secolo(2)
- 1131 - Canuto Lavard, duca danese (n. 1096)
- 1153 - Manfredo Boccacci, vescovo cattolico italiano

## XIII secolo(3)
- 1216 - Giovanni VI di Alessandria, vescovo cristiano orientale egiziano
- 1263 - Agnese di Merania, nobile tedesca
- 1285 - Carlo I d'Angiò, sovrano francese (n. 1226)

## XIV secolo(5)
- 1325 - Dionigi del Portogallo, re portoghese (n. 1261)
- 1355 - Inés de Castro, spagnola
- 1361 - Gerlach I di Nassau-Wiesbaden, conte tedesco (n. 1288)
- 1368 - Valdemaro I di Anhalt-Zerbst, nobile tedesco
- 1400 - Thomas Holland, I duca di Surrey, nobile inglese (n. 1374)

## XV secolo(4)
- 1413 - Estorre Visconti, italiano (n. 1346)
- 1441 - Paolo della Scala, nobile italiano
- 1450 - Matteo Guimerà, vescovo cattolico e francescano italiano
- 1451 - Amedeo VIII di Savoia, nobile (n. 1383)

## XVI secolo(6)
- 1529 - Peter Vischer il Vecchio, scultore tedesco (n. 1455)
- 1536 - Caterina d'Aragona, principessa spagnola (n. 1485)
- 1566 - Alessandro Bon, nobile (n. 1514)
- 1583 - Maria di Sassonia (n. 1515)
- 1590 - Jakob Andreae, teologo tedesco (n. 1528)
- 1591 - Jacobus de Kerle, compositore e cantore fiammingo

## XVII secolo(22)
- 1609 - Matthew Scrivener, esploratore e avvocato inglese
- 1610 - Tommaso Buoninsegni, teologo italiano (n. 1531)
- 1618 - Sallustio Petrocini, giurista e diplomatico italiano
- 1623 - Giacomo Grimaldi, letterato, archivista e presbitero italiano (n. 1568)
- 1625 - Ruggero Giovannelli, compositore e cantore italiano
- 1629 - Enrico Federico del Palatinato, principe tedesco (n. 1614)
- 1631 - Marsilio Peruzzi, arcivescovo cattolico italiano
- 1641 - Charles de Condren, presbitero francese (n. 1588)
- 1642 - Antonio Beatillo, teologo, storico e gesuita italiano (n. 1570)
- 1650 - Luigi I di Anhalt-Köthen, principe tedesco (n. 1579)
- 1655 - Papa Innocenzo X, papa, vescovo cattolico e cardinale italiano (n. 1574)
- 1672 - Philipp Jakob Sachs, medico e naturalista tedesco (n. 1627)
- 1676 - Marco Faustini, impresario teatrale italiano (n. 1606)
- 1681 - Maddalena Sibilla di Sassonia-Weissenfels, principessa (n. 1648)
- 1687 - Giacinto Serroni, arcivescovo cattolico italiano (n. 1617)
- 1688 - James Howard, III conte di Suffolk, nobile e politico inglese
- 1689 - Nicola María de Guzmán Carafa, nobile italiano (n. 1638)
- 1690 - Theodorus Rijcke, filologo olandese (n. 1640)
- 1690 - Volterrano, pittore italiano (n. 1611)
- 1693 - Marc'Antonio Tomati, vescovo cattolico italiano (n. 1583)
- 1693 - Federico Visconti, cardinale e arcivescovo cattolico italiano (n. 1617)
- 1700 - Raffaele Fabretti, storico e archeologo italiano (n. 1620)

## XVIII secolo(24)
- 1702 - Ernst von Trautson, vescovo cattolico austriaco (n. 1633)
- 1715 - Mary Capell, nobildonna inglese (n. 1630)
- 1715 - Fénelon, arcivescovo cattolico, teologo e pedagogo francese (n. 1651)
- 1722 - Antoine Coypel, pittore e decoratore francese (n. 1661)
- 1723 - Guglielmo Federico di Brandeburgo-Ansbach, nobile (n. 1686)
- 1728 - Marc-Antoine Legrand, attore teatrale e drammaturgo francese (n. 1673)
- 1730 - Árni Magnússon, letterato islandese (n. 1663)
- 1736 - Česlav Vaňura, compositore ceco (n. 1694)
- 1737 - François Romain, ingegnere e architetto fiammingo (n. 1646)
- 1742 - James Graham, I duca di Montrose, politico scozzese (n. 1682)
- 1743 - François Victor Le Tonnelier de Breteuil, politico e nobile francese (n. 1686)
- 1743 - Anna Sofia Reventlow, regina danese (n. 1693)
- 1748 - Francesco Antonio Cavalcanti, arcivescovo cattolico italiano (n. 1695)
- 1751 - Federico IV d'Assia-Homburg, nobile (n. 1724)
- 1763 - Antonino Cannavò, presbitero, pittore e letterato italiano (n. 1680)
- 1766 - Giacomo Antonio Boni, pittore italiano (n. 1688)
- 1770 - Francesco Brancia, arcivescovo cattolico italiano (n. 1725)
- 1774 - Antoine Clériade de Choiseul-Beaupré, cardinale e arcivescovo cattolico francese (n. 1707)
- 1774 - Józef Załuski, vescovo cattolico e politico polacco (n. 1702)
- 1781 - Ercole Gian Antonio Turinetti di Priero, nobile italiano (n. 1717)
- 1783 - Giovanni Targioni Tozzetti, medico e naturalista italiano (n. 1712)
- 1790 - Antonio Corbisiero, compositore italiano (n. 1720)
- 1796 - Giovanni Battista Bernero, scultore italiano (n. 1736)
- 1799 - Giovan Battista Dell'Era, pittore italiano (n. 1765)

## XIX secolo(63)
- 1806 - Paolino da San Bartolomeo, religioso, orientalista e storico austriaco (n. 1748)
- 1809 - Eliseo della Concezione, fisico e religioso italiano (n. 1725)
- 1809 - Benito de San Juan, militare spagnolo
- 1809 - Johann Peter Wagner, scultore tedesco (n. 1730)
- 1810 - Sergej Fëdorovič Golicyn, generale russo (n. 1749)
- 1812 - Raffaele Albertolli, pittore, incisore e stuccatore svizzero (n. 1770)
- 1812 - Maria Brizzi Giorgi, compositrice, organista e pianista italiana (n. 1775)
- 1814 - Ira Allen, generale e politico statunitense (n. 1751)
- 1815 - Pierre André Grobon, generale francese (n. 1767)
- 1823 - Tommaso Condulmer, ammiraglio italiano (n. 1759)
- 1824 - Faustino Arévalo, gesuita, latinista e filologo spagnolo (n. 1747)
- 1827 - Louis Lepic, generale francese (n. 1765)
- 1827 - Vasilij Nikolaevič Zinov'ev, scrittore e nobile russo (n. 1755)
- 1828 - Samuel Elisée von Bridel-Brideri, botanico svizzero (n. 1761)
- 1830 - Thomas Lawrence, pittore britannico (n. 1769)
- 1830 - Adèle de Bellegarde, nobildonna francese (n. 1772)
- 1830 - Carlotta Gioacchina di Borbone-Spagna (n. 1775)
- 1833 - George Yonge, V baronetto, politico e nobile britannico (n. 1731)
- 1836 - Jean-Pierre Travot, generale francese (n. 1767)
- 1838 - Josef Grassi, pittore e miniatore austriaco (n. 1757)
- 1842 - Bartolomeo Malacarne, architetto e urbanista italiano (n. 1782)
- 1847 - Federico Cocastelli di Montiglio, letterato italiano (n. 1783)
- 1847 - Karoline von Schlotheim, nobile tedesca (n. 1766)
- 1849 - Giuseppe Sacchini, generale italiano (n. 1778)
- 1857 - Grigorij Aleksandrovič Stroganov, nobile e diplomatico russo (n. 1770)
- 1858 - Koca Mustafa Reşid Pascià, politico ottomano (n. 1800)
- 1858 - Antonino Maria Stromillo, vescovo cattolico italiano (n. 1786)
- 1864 - Thomas Turton, matematico e vescovo anglicano inglese (n. 1780)
- 1865 - Ottavio Tupputi, generale, patriota e politico italiano (n. 1789)
- 1866 - Ferdinando Bianchi, patriota e presbitero italiano (n. 1797)
- 1866 - Pinklao, militare siamese (n. 1808)
- 1867 - Dominik Gmür, politico e militare svizzero (n. 1800)
- 1867 - Johann Jakob Trog, politico svizzero (n. 1807)
- 1869 - Lovell Rousseau, generale, politico e avvocato statunitense (n. 1818)
- 1870 - George Pollard, marinaio statunitense (n. 1791)
- 1873 - James Henry Carleton, generale statunitense (n. 1814)
- 1874 - Ernesto Cavallini, clarinettista e compositore italiano (n. 1807)
- 1876 - Jeanne Haze, religiosa belga (n. 1782)
- 1876 - Raimondo Orrù Lilliu, politico italiano (n. 1795)
- 1877 - Michele Amari, politico e patriota italiano (n. 1803)
- 1878 - George Kinnaird, IX Lord Kinnaird, politico scozzese (n. 1807)
- 1878 - François Vincent Raspail, politico e scienziato francese (n. 1794)
- 1882 - James Howard, nobile e politico britannico (n. 1814)
- 1882 - Ignacy Łukasiewicz, farmacista, chimico e inventore polacco (n. 1822)
- 1882 - Emilia Luti, insegnante italiana (n. 1815)
- 1882 - Edwin Wallace Stoughton, diplomatico, avvocato e saggista statunitense (n. 1818)
- 1886 - Richard Dadd, pittore britannico (n. 1817)
- 1887 - Grégoire Coffinières de Nordeck, generale francese (n. 1811)
- 1887 - James Langley Dalton, militare britannico
- 1890 - Giuseppe Formisano, vescovo cattolico italiano (n. 1811)
- 1890 - Augusta di Sassonia-Weimar-Eisenach, principessa e imperatrice (n. 1811)
- 1891 - Luigi Capranica, romanziere, drammaturgo e patriota italiano (n. 1821)
- 1891 - Charles Devens, politico e generale statunitense (n. 1820)
- 1891 - Wilhelm Taubert, pianista, compositore e direttore d'orchestra tedesco (n. 1811)
- 1891 - Richard Otto Zöpffel, teologo tedesco (n. 1843)
- 1892 - Elisabeth von Herzogenberg, pianista, compositrice e filantropa tedesca (n. 1847)
- 1892 - Ernst Wilhelm von Brücke, medico tedesco (n. 1819)
- 1892 - Tawfīq Pascià, sovrano egiziano (n. 1852)
- 1898 - Pacifico Barilari, matematico e idrologo italiano (n. 1813)
- 1898 - Leone Fortis, giornalista, scrittore e critico musicale italiano (n. 1827)
- 1898 - Heinrich Lichner, compositore tedesco (n. 1829)
- 1898 - Anton von Schönfeld, generale austriaco (n. 1827)
- 1899 - Antonino Sangiorgi, magistrato, avvocato e politico italiano (n. 1831)

## XX secolo(279)
- 1901 - James D. Bulloch, marinaio e agente segreto statunitense (n. 1823)
- 1902 - John Brett, pittore britannico (n. 1831)
- 1902 - Luigi Bruzzano, patriota e scrittore italiano (n. 1838)
- 1902 - Giuseppe De Simone, politico italiano (n. 1843)
- 1902 - Wilhelm Hertz, scrittore, storico e paroliere tedesco (n. 1835)
- 1903 - Alfred Kast, medico tedesco (n. 1856)
- 1904 - Aurelio Gotti, scrittore italiano (n. 1833)
- 1904 - Hippolyte Auguste Marinoni, ingegnere, editore e politico francese (n. 1823)
- 1904 - Emmanouil Roidis, scrittore greco (n. 1836)
- 1905 - Paul Cérésole, politico svizzero (n. 1832)
- 1910 - Giuseppe Carnazza Puglisi, giurista e politico italiano (n. 1834)
- 1914 - Paul Perquer, velista francese (n. 1859)
- 1914 - Ottavio Serena, magistrato, prefetto e politico italiano (n. 1837)
- 1915 - Andrea De Leo, politico e avvocato italiano (n. 1849)
- 1915 - Vincenzo Tiberio, medico, farmacologo e igienista italiano (n. 1869)
- 1916 - Anatolij Leonidovič Durov, circense russo (n. 1864)
- 1916 - Alfredo Ilg, ingegnere svizzero (n. 1854)
- 1918 - Paul François Grossetti, generale francese (n. 1861)
- 1918 - Julius Wellhausen, storico, orientalista e islamista tedesco (n. 1844)
- 1919 - Luigi Accurti, ammiraglio austriaco (n. 1869)
- 1919 - Lorenzo Gaslini, calciatore e aviatore italiano (n. 1890)
- 1920 - Edmund Barton, politico e magistrato australiano (n. 1849)
- 1921 - Benno Erdmann, filosofo e psicologo tedesco (n. 1851)
- 1921 - Fortunato Marazzi, generale, politico e scrittore italiano (n. 1851)
- 1922 - François-Xavier Brunet, vescovo cattolico canadese (n. 1868)
- 1922 - Antonio Scontrino, compositore e contrabbassista italiano (n. 1850)
- 1925 - Marco Sbriziolo, chimico italiano (n. 1855)
- 1926 - Domenico Capello, calciatore italiano (n. 1888)
- 1926 - Paul Cassirer, collezionista d'arte tedesco (n. 1871)
- 1927 - Fritz Ulysse Landry, medaglista svizzero (n. 1842)
- 1928 - Richard Pribram, chimico austriaco (n. 1847)
- 1929 - Henry Arthur Jones, drammaturgo inglese (n. 1851)
- 1929 - Mattie Silks, imprenditrice statunitense (n. 1847)
- 1929 - Eugenio Tosi, cardinale e arcivescovo cattolico italiano (n. 1864)
- 1930 - Jacob Breda Bull, scrittore, giornalista e editore norvegese (n. 1853)
- 1930 - Emilio Ghione, attore e regista italiano (n. 1879)
- 1931 - Giuseppe Barison, pittore italiano (n. 1853)
- 1931 - Karl Brandt, zoologo tedesco (n. 1854)
- 1931 - Edward Channing, storico statunitense (n. 1856)
- 1931 - Henri Desfontaines, regista, attore e sceneggiatore francese (n. 1876)
- 1931 - Ignatz Urban, botanico tedesco (n. 1848)
- 1932 - Cesare Alberti, calciatore italiano (n. 1900)
- 1932 - André Maginot, militare e politico francese (n. 1877)
- 1932 - Alyce McCormick, attrice statunitense (n. 1904)
- 1932 - Albertha Spencer-Churchill, duchessa di Marlborough, nobile britannica (n. 1847)
- 1932 - John Wodehouse, II conte di Kimberley, nobile e politico inglese (n. 1848)
- 1933 - Margaret Macdonald Mackintosh, pittrice, illustratrice e decoratrice britannica (n. 1864)
- 1933 - Homer Taylor, arciere statunitense (n. 1851)
- 1934 - Auguste Dubail, generale francese (n. 1851)
- 1934 - Anton Hanak, scultore austriaco (n. 1875)
- 1934 - Henry Stephens Washington, geologo statunitense (n. 1867)
- 1935 - Walter de Frece, compositore, impresario teatrale e politico britannico (n. 1870)
- 1936 - Hermann Picha, attore tedesco (n. 1865)
- 1936 - Chika Sagawa, poetessa e traduttrice giapponese (n. 1911)
- 1937 - Lando Landucci, giurista e politico italiano (n. 1855)
- 1937 - Vittorio Vernè, generale italiano (n. 1883)
- 1938 - Charles Doudelet, incisore belga (n. 1861)
- 1938 - Maria Pasolini Ponti, educatrice, storica e pubblicista italiana (n. 1856)
- 1939 - Luigi Recalcati, calciatore italiano (n. 1908)
- 1940 - Angelo Passerini, imprenditore e politico italiano (n. 1853)
- 1942 - Alfred Asikainen, lottatore finlandese (n. 1888)
- 1943 - George Washington Crile, chirurgo statunitense (n. 1864)
- 1943 - Leopold Freund, radiologo austriaco (n. 1868)
- 1943 - Alberto Micheli Pellegrini, pittore e illustratore italiano (n. 1870)
- 1943 - Mohammad Hassan Mirza, persiano (n. 1899)
- 1943 - Aaron Rosanoff, psichiatra russo (n. 1878)
- 1943 - Nikola Tesla, inventore, fisico e ingegnere austro-ungarico (n. 1856)
- 1943 - Enrico Zanotti, militare italiano (n. 1921)
- 1944 - Pierfranco Bonetti, partigiano italiano (n. 1921)
- 1944 - Michele Salvatore Ciociano, mandolinista, compositore e direttore d'orchestra italiano (n. 1874)
- 1944 - Innocenzo Fergnani, partigiano italiano (n. 1915)
- 1944 - Lou Hoover, first lady statunitense (n. 1874)
- 1945 - Enrico Catellani, giurista italiano (n. 1856)
- 1945 - Pavel Fantl, medico ceco (n. 1903)
- 1945 - Pietro Inzani, militare e partigiano italiano (n. 1914)
- 1945 - Thomas McGuire, militare e aviatore statunitense (n. 1920)
- 1945 - Ugo Sani, generale italiano (n. 1865)
- 1945 - Ranieri di Sassonia-Coburgo-Koháry, ungherese (n. 1900)
- 1946 - Adamo Didur, basso polacco (n. 1874)
- 1946 - Moisej Jakovlevič Ginzburg, architetto sovietico (n. 1892)
- 1947 - Orazio Botturini, magistrato e politico italiano (n. 1870)
- 1947 - Albert Eloy, calciatore francese (n. 1892)
- 1948 - Charles C. Wilson, attore statunitense (n. 1894)
- 1948 - María de Maeztu, pedagoga e umanista spagnola (n. 1881)
- 1949 - Paolo Bonecchi, attore italiano (n. 1882)
- 1949 - Flora Drummond, attivista britannica (n. 1878)
- 1949 - José Ramos Preto, politico portoghese (n. 1871)
- 1949 - Elin Wägner, scrittrice e giornalista svedese (n. 1882)
- 1950 - Monty Banks, attore, regista e produttore cinematografico italiano (n. 1897)
- 1950 - Giuseppe di Borbone-Parma, nobile italiano (n. 1875)
- 1950 - Alfonso Daniel Rodríguez Castelao, scrittore, saggista e medico spagnolo (n. 1886)
- 1950 - Nathaniel Reed, criminale e pistolero statunitense (n. 1862)
- 1950 - Francisco Villota, giocatore di palla basca spagnolo (n. 1873)
- 1951 - Lucien Cuénot, genetista e biologo francese (n. 1866)
- 1951 - Angelo Fraccacreta, economista italiano (n. 1882)
- 1951 - Harry Goodley, calciatore, arbitro di calcio e allenatore di calcio inglese (n. 1878)
- 1951 - René Guénon, scrittore e filosofo francese (n. 1886)
- 1951 - Urho Peltonen, giavellottista finlandese (n. 1893)
- 1952 - Arturo Chiappe, calciatore argentino (n. 1889)
- 1953 - Prospero Gianferrari, ingegnere, politico e imprenditore italiano (n. 1896)
- 1954 - Bruno Angoletta, illustratore e fumettista italiano (n. 1889)
- 1954 - Léon Bary, attore francese (n. 1880)
- 1954 - Alexandru Cisar, arcivescovo cattolico rumeno (n. 1880)
- 1954 - Louis Leschi, storico francese (n. 1893)
- 1954 - Emil Uzelac, generale e aviatore croato (n. 1867)
- 1955 - Lamorna Birch, artista britannico (n. 1869)
- 1955 - Edward Kasner, matematico statunitense (n. 1878)
- 1955 - Arthur Keith, anatomista, antropologo e paleontologo britannico (n. 1866)
- 1956 - Edoardo Mariani, calciatore italiano (n. 1893)
- 1957 - Bruno Mendini, politico italiano (n. 1891)
- 1957 - Jože Plečnik, architetto sloveno (n. 1872)
- 1958 - Margaret Anglin, attrice canadese (n. 1876)
- 1958 - Jalmari Eskola, mezzofondista finlandese (n. 1886)
- 1958 - Petru Groza, politico rumeno (n. 1884)
- 1958 - Paul Pilgrim, velocista e mezzofondista statunitense (n. 1883)
- 1958 - Goffredo Zehender, pilota automobilistico italiano (n. 1901)
- 1959 - Giovanni Galeati, arbitro di calcio italiano (n. 1901)
- 1959 - Boris Andreevič Lavrenëv, scrittore e commediografo sovietico (n. 1891)
- 1960 - Dorothea Douglass Chambers, tennista britannica (n. 1878)
- 1960 - Julio Chulilla Gazol, calciatore e editore spagnolo (n. 1887)
- 1960 - Peggy O'Neil, attrice e cantante irlandese (n. 1894)
- 1960 - Alfonso Rubilli, politico e avvocato italiano (n. 1873)
- 1960 - Ferdinando Pio di Borbone-Due Sicilie, nobile italiano (n. 1869)
- 1961 - Heinrich Vollmer, ingegnere tedesco (n. 1885)
- 1962 - Baku Ishii, danzatore e coreografo giapponese (n. 1886)
- 1962 - Achille Martelli, militare italiano (n. 1874)
- 1963 - Gilla Vincenzo Gremigni, arcivescovo cattolico italiano (n. 1891)
- 1963 - Erik Lundqvist, giavellottista svedese (n. 1908)
- 1964 - Cyril Davies, cantante e armonicista inglese (n. 1932)
- 1964 - Bernard Herzbrun, scenografo statunitense (n. 1891)
- 1964 - Cesáreo Onzari, calciatore argentino (n. 1903)
- 1964 - Reg Parnell, pilota automobilistico britannico (n. 1911)
- 1964 - Madlaine Traverse, attrice statunitense (n. 1875)
- 1965 - Sarah Edwards, attrice britannica (n. 1881)
- 1965 - Arthur Nordlie, politico, arbitro di calcio e dirigente sportivo norvegese (n. 1883)
- 1966 - William Jeffrey, allenatore di calcio scozzese (n. 1892)
- 1966 - Vladimir Michajlovič Petrov, regista cinematografico russo (n. 1896)
- 1966 - Bimal Roy, regista indiano (n. 1909)
- 1967 - Sam Chedgzoy, calciatore e allenatore di calcio inglese (n. 1889)
- 1967 - David Goodis, scrittore statunitense (n. 1917)
- 1967 - Inger Klingt, schermitrice danese (n. 1890)
- 1967 - Giuseppe Morpurgo, critico letterario italiano (n. 1887)
- 1967 - Eino Rastas, maratoneta finlandese (n. 1894)
- 1967 - Carl Schuricht, compositore e direttore d'orchestra tedesco (n. 1880)
- 1968 - James Leonard Brierley Smith, ittiologo sudafricano (n. 1897)
- 1968 - Gordon Fuller, allenatore di pallacanestro canadese (n. 1894)
- 1968 - Ephraim Longworth, calciatore e allenatore di calcio inglese (n. 1887)
- 1968 - Gholam Reza Takhti, lottatore iraniano (n. 1930)
- 1969 - Susanne Cramer, attrice tedesca (n. 1936)
- 1969 - Earl Duvall, fumettista statunitense (n. 1898)
- 1969 - Leonora Jackson McKim, violinista statunitense (n. 1879)
- 1969 - Josip Ribičič, scrittore sloveno (n. 1886)
- 1970 - Robert Barrat, attore statunitense (n. 1889)
- 1970 - Domenico Debarbieri, calciatore italiano (n. 1907)
- 1970 - Ken'ichi Enomoto, attore e comico giapponese (n. 1904)
- 1970 - Charlie Wallace, calciatore inglese (n. 1885)
- 1971 - Charles DuBois Coryell, chimico statunitense (n. 1912)
- 1972 - John Berryman, poeta statunitense (n. 1914)
- 1972 - Emma P. Carr, chimica e insegnante statunitense (n. 1880)
- 1972 - Jacques Mangers, vescovo cattolico lussemburghese (n. 1889)
- 1972 - Giovanni Titta Rosa, scrittore e critico letterario italiano (n. 1891)
- 1973 - Umberto Tupini, avvocato e politico italiano (n. 1889)
- 1974 - Marco Borrini, calciatore italiano (n. 1919)
- 1974 - Basil Gates, calciatore inglese (n. 1896)
- 1974 - Eugen Krón, pittore slovacco (n. 1882)
- 1975 - Newton Cardoso, allenatore di calcio e calciatore brasiliano (n. 1925)
- 1975 - Fritz Erpenbeck, scrittore e attore tedesco (n. 1897)
- 1975 - August Krakau, generale tedesco (n. 1894)
- 1975 - Rudolf Rahn, diplomatico tedesco (n. 1900)
- 1975 - Gyula Seres, calciatore ungherese (n. 1912)
- 1976 - Carlo Cantini, calciatore italiano (n. 1897)
- 1976 - Laurence Feininger, musicologo e presbitero tedesco (n. 1909)
- 1976 - Miriam O'Brien Underhill, alpinista, ambientalista e attivista statunitense (n. 1898)
- 1976 - Marjorie Whitaker, scrittrice inglese (n. 1895)
- 1977 - Janus Braspennincx, pistard olandese (n. 1903)
- 1977 - Ennio Iacobucci, fotoreporter italiano (n. 1940)
- 1977 - Remigio Paone, regista teatrale, produttore teatrale e direttore teatrale italiano (n. 1899)
- 1977 - Pere Pruna, pittore spagnolo (n. 1904)
- 1978 - Villen Abramovič Azarov, regista sovietico (n. 1924)
- 1978 - Hana Meličková, attrice slovacca (n. 1900)
- 1978 - Art Prud'Homme, pugile canadese (n. 1898)
- 1979 - Vilma Egresi, canoista ungherese (n. 1936)
- 1979 - Margaret Girvan, nuotatrice britannica (n. 1932)
- 1979 - Thoralf Hagen, canottiere norvegese (n. 1887)
- 1979 - Brunella Gasperini, giornalista e scrittrice italiana (n. 1918)
- 1979 - Ivan Stedman, nuotatore australiano (n. 1895)
- 1980 - Yocheved Bat-Miriam, poetessa israeliana (n. 1901)
- 1980 - Simonne Mathieu, tennista francese (n. 1908)
- 1980 - Ferdinando Rosei, militare, aviatore e partigiano italiano (n. 1916)
- 1980 - Eddie Scarf, lottatore australiano (n. 1908)
- 1980 - Sarah Selby, attrice statunitense (n. 1905)
- 1980 - Larry Williams, cantante, compositore e pianista statunitense (n. 1935)
- 1983 - Reto Raduolf Bezzola, linguista svizzero (n. 1898)
- 1983 - Fred Church, attore statunitense (n. 1889)
- 1983 - Edith Coates, mezzosoprano britannico (n. 1908)
- 1983 - Pietro Grifone, politico, antifascista e partigiano italiano (n. 1908)
- 1983 - Edmund Jacobson, medico, psicologo e fisiologo statunitense (n. 1888)
- 1983 - Kurt Weckström, calciatore finlandese (n. 1911)
- 1983 - Faika d'Egitto, nobile egiziana (n. 1926)
- 1984 - Walter Forde, attore, sceneggiatore e regista britannico (n. 1898)
- 1984 - Virgilio Guidi, pittore, poeta e saggista italiano (n. 1891)
- 1984 - Alfred Kastler, fisico francese (n. 1902)
- 1984 - Piero Maggini, calciatore italiano (n. 1948)
- 1984 - Italo Ricci, calciatore italiano (n. 1898)
- 1984 - Giacomo Sedati, politico e avvocato italiano (n. 1921)
- 1985 - Johannes Ludwig, calciatore tedesco (n. 1903)
- 1985 - Marco Notarbartolo di Sciara, militare italiano (n. 1902)
- 1985 - José Maria Pedroto, allenatore di calcio e calciatore portoghese (n. 1928)
- 1985 - Augusto Pedullà, politico e ingegnere italiano (n. 1916)
- 1985 - Jules Vandooren, calciatore e allenatore di calcio francese (n. 1908)
- 1986 - Giovanni Calveri, calciatore italiano (n. 1923)
- 1986 - Giovanni Civili, calciatore italiano (n. 1919)
- 1986 - Július Nemčík, pittore slovacco (n. 1909)
- 1986 - Juan Rulfo, scrittore, sceneggiatore e fotografo messicano (n. 1917)
- 1986 - Rodolfo Sabbatini, giornalista italiano (n. 1927)
- 1987 - Jesús Narro, calciatore spagnolo (n. 1922)
- 1987 - Guido Venegoni, politico, sindacalista e partigiano italiano (n. 1919)
- 1988 - Michel Auclair, attore francese (n. 1922)
- 1988 - Antonio Buono, magistrato italiano (n. 1913)
- 1988 - Carlo Hintermann, attore e doppiatore italiano (n. 1923)
- 1988 - Trevor Howard, attore britannico (n. 1913)
- 1988 - Antonio Maglio, medico italiano (n. 1912)
- 1988 - Paul Mercey, attore svizzero (n. 1923)
- 1989 - John Frank Adams, matematico inglese (n. 1930)
- 1989 - William McDonald, vescovo cattolico irlandese (n. 1904)
- 1989 - Ugo Pignotti, schermidore italiano (n. 1898)
- 1989 - Timothy Plowman, botanico statunitense (n. 1944)
- 1989 - Hirohito, imperatore giapponese (n. 1901)
- 1990 - Vittorio Baroni, religioso italiano (n. 1911)
- 1990 - Eero Böök, scacchista finlandese (n. 1910)
- 1990 - Ed Czerkiewicz, calciatore statunitense (n. 1912)
- 1990 - Bronko Nagurski, giocatore di football americano statunitense (n. 1908)
- 1990 - Joe Robbie, dirigente sportivo, avvocato e imprenditore statunitense (n. 1916)
- 1991 - Henri Louveau, pilota automobilistico francese (n. 1910)
- 1991 - Josef Stroh, allenatore di calcio e calciatore austriaco (n. 1913)
- 1992 - Jean-Loup Eychenne, militare francese (n. 1957)
- 1992 - Giulio Gaio, presbitero, politico e antifascista italiano (n. 1886)
- 1992 - Gilles Lalay, pilota motociclistico francese (n. 1962)
- 1992 - Cesare Marchi, scrittore, giornalista e personaggio televisivo italiano (n. 1922)
- 1992 - Andrew Marton, regista, montatore e produttore cinematografico ungherese (n. 1904)
- 1992 - Marco Matta, aviatore italiano (n. 1964)
- 1992 - Silvano Natale, militare italiano (n. 1951)
- 1992 - Gino Patroni, giornalista e scrittore italiano (n. 1920)
- 1992 - Fiorenzo Ramacci, militare italiano (n. 1958)
- 1992 - Enzo Venturini, militare italiano (n. 1941)
- 1993 - Giovanni Colombo, imprenditore e dirigente sportivo italiano (n. 1937)
- 1993 - Italo Mancini, presbitero, filosofo e teologo italiano (n. 1925)
- 1994 - Raúl Guerrero, cestista ecuadoriano (n. 1924)
- 1994 - Giovanni Mariacher, storico dell'arte e museologo italiano (n. 1912)
- 1994 - Vittorio Mezzogiorno, attore italiano (n. 1941)
- 1994 - Phoumi Vongvichit, politico, patriota e rivoluzionario laotiano (n. 1909)
- 1995 - Agustín Gaínza, calciatore e allenatore di calcio spagnolo (n. 1922)
- 1995 - Memo Geremia, rugbista a 15, allenatore di rugby a 15 e dirigente sportivo italiano (n. 1931)
- 1995 - Harry Golombek, scacchista e giornalista britannico (n. 1911)
- 1995 - Murray Rothbard, economista, filosofo e politico statunitense (n. 1926)
- 1995 - Art Stoefen, cestista statunitense (n. 1914)
- 1995 - Ted Tetzlaff, regista e direttore della fotografia statunitense (n. 1903)
- 1995 - Antonio Trombone, pianista italiano (n. 1913)
- 1996 - Josif Gjergji, calciatore albanese (n. 1965)
- 1996 - Károly Grósz, politico ungherese (n. 1930)
- 1996 - Seton Lloyd, archeologo britannico (n. 1902)
- 1996 - Tarō Okamoto, pittore, scultore e scrittore giapponese (n. 1911)
- 1996 - Heinrich Scheel, storico tedesco (n. 1915)
- 1997 - Francisco Castillo, nuotatore e pallanuotista spagnolo (n. 1921)
- 1997 - Paul-Werner Hozzel, generale e aviatore tedesco (n. 1910)
- 1997 - Aldo Tozzetti, politico e sindacalista italiano (n. 1921)
- 1997 - Sándor Végh, compositore, violinista e direttore d'orchestra ungherese (n. 1912)
- 1998 - Owen Bradley, produttore discografico statunitense (n. 1915)
- 1998 - Richard Hamming, matematico statunitense (n. 1915)
- 1998 - Slava Met'reveli, calciatore e allenatore di calcio sovietico (n. 1936)
- 1998 - Luigi Montanarini, pittore italiano (n. 1906)
- 1998 - Valerio Perentin, canottiere italiano (n. 1909)
- 1998 - Vladimir Prelog, chimico croato (n. 1906)
- 1998 - Lawrence Treat, scrittore statunitense (n. 1903)
- 1998 - Dorothy Wilson, attrice statunitense (n. 1908)
- 1999 - Gualtiero Casalegno, architetto italiano (n. 1912)
- 2000 - Gary Albright, wrestler statunitense (n. 1963)
- 2000 - Ken Keyworth, calciatore inglese (n. 1934)
- 2000 - Klaus Wennemann, attore tedesco (n. 1940)

## XXI secolo(149)
- 2001 - James Carr, cantante statunitense (n. 1942)
- 2001 - Jenő Csaknády, allenatore di calcio ungherese (n. 1924)
- 2001 - Ken Durrett, cestista statunitense (n. 1948)
- 2001 - Giovanni Grabesu, calciatore italiano (n. 1938)
- 2001 - František Hájek, cestista e allenatore di pallacanestro cecoslovacco (n. 1915)
- 2001 - Charles Helou, politico libanese (n. 1913)
- 2001 - Fausto Samuele Quilleri, politico e ingegnere italiano (n. 1922)
- 2002 - Geoff Crompton, cestista statunitense (n. 1955)
- 2002 - Geoff Crossley, pilota automobilistico britannico (n. 1921)
- 2002 - Wilhelm Johnen, militare e aviatore tedesco (n. 1921)
- 2002 - Cinzia Maltese, giornalista e conduttrice televisiva italiana (n. 1961)
- 2002 - Francis Seton, economista austriaco (n. 1920)
- 2002 - René Étiemble, scrittore, sinologo e saggista francese (n. 1909)
- 2004 - Shalva Apkhazava, calciatore georgiano (n. 1980)
- 2004 - Gian Costello, cantante italiano (n. 1934)
- 2004 - Clemente Terni, compositore, organista e musicologo italiano (n. 1918)
- 2004 - Ingrid Thulin, attrice svedese (n. 1926)
- 2004 - Mario Zatelli, calciatore e allenatore di calcio francese (n. 1912)
- 2005 - Pierre Daninos, scrittore e umorista francese (n. 1913)
- 2005 - Rosemary Kennedy, statunitense (n. 1918)
- 2005 - Aleksandr Vladimirovič Prochorov, allenatore di calcio e calciatore sovietico (n. 1946)
- 2005 - Achille Tarsia Incuria, avvocato, politico e dirigente sportivo italiano (n. 1912)
- 2006 - Ugo Casiraghi, critico cinematografico e storico del cinema italiano (n. 1921)
- 2006 - Heinrich Harrer, alpinista, esploratore e sciatore austriaco (n. 1912)
- 2006 - Alf McMichael, calciatore nordirlandese (n. 1927)
- 2006 - Juan G. Sanguin, astronomo argentino (n. 1933)
- 2006 - Gábor Zavadszky, calciatore ungherese (n. 1974)
- 2007 - Gunnel Ahlin, scrittrice svedese (n. 1908)
- 2007 - Angelo Majorana, psichiatra e psicologo italiano (n. 1910)
- 2007 - Alessandro Parronchi, poeta, storico dell'arte e critico d'arte italiano (n. 1914)
- 2008 - Raffaello de Banfield, compositore italiano (n. 1922)
- 2008 - Maryvonne Dupureur, mezzofondista e velocista francese (n. 1937)
- 2009 - Vittorio Nisticò, giornalista e saggista italiano (n. 1919)
- 2009 - Puck Oversloot, nuotatrice olandese (n. 1914)
- 2009 - Sergio Piro, psichiatra italiano (n. 1927)
- 2010 - Sándor Barcs, dirigente sportivo ungherese (n. 1912)
- 2010 - Carlo Cercignani, fisico e matematico italiano (n. 1939)
- 2010 - Bruria Kaufman, fisica e matematica statunitense (n. 1918)
- 2010 - Alex Parker, calciatore scozzese (n. 1935)
- 2010 - Donald Edmond Pelotte, vescovo cattolico statunitense (n. 1945)
- 2010 - Philippe Séguin, magistrato e politico francese (n. 1943)
- 2011 - Derek Gardner, ingegnere britannico (n. 1931)
- 2011 - Paolo Pietrosanti, politico e attivista italiano (n. 1960)
- 2011 - Alberte Pullman, chimica francese (n. 1920)
- 2011 - Simona Senoner, saltatrice con gli sci italiana (n. 1993)
- 2012 - Ibrahim Aslan, scrittore egiziano (n. 1935)
- 2012 - Anthony Blankley, giornalista statunitense (n. 1948)
- 2012 - Roberto Maria Radice, imprenditore e politico italiano (n. 1938)
- 2012 - Elaine Saunders, scacchista britannica (n. 1926)
- 2012 - Herbert Wilf, matematico statunitense (n. 1931)
- 2013 - David R. Ellis, regista, attore e stuntman statunitense (n. 1952)
- 2013 - Horst Günter, baritono tedesco (n. 1913)
- 2013 - Huell Howser, attore statunitense (n. 1945)
- 2013 - Ada Louise Huxtable, scrittrice e critica d'arte statunitense (n. 1921)
- 2013 - Gonzalo Puyat, dirigente sportivo filippino (n. 1933)
- 2013 - Fred Turner, imprenditore statunitense (n. 1933)
- 2014 - Domenico De Vito, calciatore italiano (n. 1927)
- 2014 - Bruno Gentili, filologo classico, grecista e bizantinista italiano (n. 1915)
- 2014 - Vilad Nomcharoen, calciatore e giocatore di calcio a 5 thailandese (n. 1962)
- 2014 - Run Run Shaw, imprenditore e filantropo cinese (n. 1907)
- 2014 - Roy Warhurst, calciatore inglese (n. 1926)
- 2015 - Cabu, fumettista e disegnatore francese (n. 1938)
- 2015 - Elsa Cayat, psicanalista e scrittrice francese (n. 1960)
- 2015 - Charb, fumettista, disegnatore e giornalista francese (n. 1967)
- 2015 - Philippe Honoré, fumettista e illustratore francese (n. 1941)
- 2015 - Tadeusz Konwicki, scrittore e regista polacco (n. 1926)
- 2015 - Bernard Maris, economista e giornalista francese (n. 1946)
- 2015 - Mompati Merafhe, politico e generale botswano (n. 1936)
- 2015 - Arch A. Moore Jr., politico statunitense (n. 1923)
- 2015 - Mustapha Ourrad, curatore editoriale algerino (n. 1954)
- 2015 - Jean-Paul Parisé, hockeista su ghiaccio e allenatore di hockey su ghiaccio canadese (n. 1941)
- 2015 - Michel Renaud, giornalista, fotografo e viaggiatore francese (n. 1945)
- 2015 - Rod Taylor, attore australiano (n. 1930)
- 2015 - Tignous, fumettista francese (n. 1957)
- 2015 - Georges Wolinski, fumettista francese (n. 1934)
- 2016 - Jan A. Aertsen, filosofo e teologo olandese (n. 1938)
- 2016 - André Courrèges, stilista francese (n. 1923)
- 2016 - Bill Foster, allenatore di pallacanestro e dirigente sportivo statunitense (n. 1929)
- 2016 - John Johnson, cestista statunitense (n. 1947)
- 2016 - Richard Libertini, attore statunitense (n. 1933)
- 2016 - Ashraf Pahlavi, principessa persiana (n. 1919)
- 2016 - Hansrudi Wäscher, fumettista svizzero (n. 1928)
- 2016 - Valerio Zanone, politico italiano (n. 1936)
- 2016 - Mateo Félix Zubiaga, calciatore e allenatore di calcio spagnolo (n. 1945)
- 2016 - Sergej Šustikov, calciatore e allenatore di calcio russo (n. 1970)
- 2017 - Donatella Bianconi, cantante e pianista italiana (n. 1928)
- 2017 - Cheick Fantamady Camara, regista e attore guineano (n. 1960)
- 2017 - Hellmuth Hecker, giurista e traduttore tedesco (n. 1923)
- 2017 - Nat Hentoff, storico, romanziere e critico musicale statunitense (n. 1925)
- 2017 - Lelio Lagorio, avvocato, giornalista e politico italiano (n. 1925)
- 2017 - Mário Soares, politico portoghese (n. 1924)
- 2017 - John Symonds, agente segreto britannico (n. 1935)
- 2018 - Ercole Contu, archeologo italiano (n. 1924)
- 2018 - France Gall, cantante francese (n. 1947)
- 2018 - Anna Mae Hays, generale statunitense (n. 1920)
- 2018 - Don Sullivan, attore, cantante e compositore statunitense (n. 1929)
- 2018 - Peter Sutherland, politico e dirigente d'azienda irlandese (n. 1946)
- 2019 - Moshe Arens, ingegnere, diplomatico e politico israeliano (n. 1925)
- 2019 - Francesco Freda, truccatore italiano (n. 1925)
- 2019 - John Joubert, compositore britannico (n. 1927)
- 2019 - Bernard Tchoullouyan, judoka francese (n. 1953)
- 2019 - Antonio Valiante, politico italiano (n. 1939)
- 2020 - Khamis Al-Owairan, calciatore saudita (n. 1973)
- 2020 - Fulvio Bodo, politico italiano (n. 1944)
- 2020 - Harry Hains, attore, modello e musicista australiano (n. 1992)
- 2020 - Silvio Horta, sceneggiatore e produttore televisivo statunitense (n. 1974)
- 2020 - Neil Peart, batterista, paroliere e scrittore canadese (n. 1952)
- 2020 - Colin Seeley, pilota motociclistico britannico (n. 1936)
- 2020 - Elizabeth Wurtzel, scrittrice e giornalista statunitense (n. 1967)
- 2021 - Alex Apolinário, calciatore brasiliano (n. 1996)
- 2021 - Michael Apted, regista e produttore televisivo britannico (n. 1941)
- 2021 - Val Bettin, attore e doppiatore statunitense (n. 1923)
- 2021 - Solange, personaggio televisivo italiano (n. 1952)
- 2021 - Biserka Cvejić, mezzosoprano serbo (n. 1923)
- 2021 - Grant Gondrezick, cestista statunitense (n. 1963)
- 2021 - Vladimir Kiselëv, pesista sovietico (n. 1957)
- 2021 - Genival Lacerda, cantante, compositore e musicista brasiliano (n. 1931)
- 2021 - Tommy Lasorda, giocatore di baseball e allenatore di baseball statunitense (n. 1927)
- 2021 - Marion Ramsey, attrice statunitense (n. 1947)
- 2021 - Angelo Scandurra, poeta e scrittore italiano (n. 1948)
- 2021 - Henri Schwery, cardinale e vescovo cattolico svizzero (n. 1932)
- 2021 - Neil Sheehan, giornalista e scrittore statunitense (n. 1936)
- 2021 - Giuseppe Turani, giornalista italiano (n. 1941)
- 2022 - Scott Bozek, schermidore statunitense (n. 1950)
- 2022 - Mino De Rossi, ciclista su strada e pistard italiano (n. 1931)
- 2022 - Mark Forest, attore e culturista statunitense (n. 1933)
- 2022 - Anatolij Vasil'evič Kvašnin, generale russo (n. 1946)
- 2022 - Jimmy Smith, calciatore inglese (n. 1930)
- 2022 - Jan Swantek, vescovo vetero-cattolico statunitense (n. 1933)
- 2022 - Vitaliano Trevisan, scrittore, attore e drammaturgo italiano (n. 1960)
- 2023 - Russell Banks, scrittore e poeta statunitense (n. 1940)
- 2023 - Modeste M'Bami, calciatore camerunese (n. 1982)
- 2023 - Jurij Manin, matematico sovietico (n. 1937)
- 2023 - Adam Rich, attore statunitense (n. 1968)
- 2023 - Gian Pietro Testa, giornalista, poeta e scrittore italiano (n. 1936)
- 2024 - Mario Alemanno, magistrato e giurista italiano (n. 1935)
- 2024 - Alessandro Argenton, cavaliere e militare italiano (n. 1937)
- 2024 - Franz Beckenbauer, calciatore, allenatore di calcio e dirigente sportivo tedesco (n. 1945)
- 2024 - Germana Caroli, cantante italiana (n. 1930)
- 2024 - Tony Clarkin, chitarrista e compositore britannico (n. 1946)
- 2024 - Alberto Colombo, pilota automobilistico italiano (n. 1946)
- 2024 - Klaus Jungnickel, cestista e allenatore di pallacanestro tedesco (n. 1940)
- 2025 - Carolyn Brown, danzatrice e coreografa statunitense (n. 1927)
- 2025 - Ayla Erduran, violinista turca (n. 1934)
- 2025 - Jean-Marie Le Pen, politico francese (n. 1928)
- 2025 - Walter Martos, politico e militare peruviano (n. 1957)
- 2025 - Brian Matusz, giocatore di baseball statunitense (n. 1987)
- 2025 - Joseph Trần Xuân Tiếu, vescovo cattolico vietnamita (n. 1944)
- 2025 - Peter Yarrow, cantante, chitarrista e attivista statunitense (n. 1938)

## Senza anno specificato(1)
- Guiniforte Solari, scultore, architetto e ingegnere italiano